# 聞かせてwow wowを
「聞かせてwow wowを」（きかせてウォウウォウを）は、日本のガールズバンドSILENT SIRENの楽曲。2020年3月20日にユニバーサルミュージック内のレーベルEMI Recordsより配信リリースされた。

## 概要
- 前作から約3か月を置いてのリリースとなった配信限定シングル。
- 本楽曲の作詞と作曲はヴィジュアル系エアーバンド「ゴールデンボンバー」のボーカリストである鬼龍院翔が務めており、2020年現在のSILENT SIRENの楽曲で唯一普段の楽曲のプロデュースに携わっているクボナオキが関わっていない楽曲となった[3][4]。
- 発売日から2か月後の5月には、バンドメンバー全員による同曲のダンス動画がYouTubeにて公開された[5][6]。

## 収録曲
- 聞かせてwow wowを
  - 作詞・作曲・編曲:鬼龍院翔